# Hesen Zirek
Hassan Zirak, född 1921, död 26 juni 1972, var en kurdisk artist, med ett stort antal inspelade spår från östra Kurdistan.